# Helena Araújo
Helena Araújo Ortiz (Bogotá, 20 de enero de 1934-Lausana, 2 de febrero de 2015) fue una escritora, crítica literaria, profesora de literatura latinoamericana y novelista colombiana, dedicada al estudio de la escritura de las mujeres hispanoamericanas.

¿Para qué público escribo? ¿Para qué público escribimos? Para el público que soporta nuestra rebeldía.
Helena Araújo, junio de 2010.

## Biografía
Hija de Alfonso Araújo Gaviria y Emma Ortiz Márquez. Desde muy joven se interesó en la literatura y en la política, en parte inspirada por su padre quien trabajó para el gobierno Colombiano desde 1934 hasta 1961. Durante su infancia y adolescencia vivió entre Colombia, Venezuela, Brasil y los Estados Unidos donde su padre era diplomático. Estudió en la Immaculata High School en (1948-1949) Washington D. C. graduándose a los 15 años. Siguió su educación en la Universidad de Maryland (1949-1950) estudiando literatura y filosofía. De vuelta en Colombia, siguió los mismos estudios en la Universidad Nacional de Colombia (1950-1951). Se casó con Pierre Albrecht de Martini y tuvo cuatro hijas, Priscilla, Gisèle, Nicole y Jocelyne. En 1971, se instaló con sus hijas en Lausana, Suiza, donde, ya viuda, siguió tomando cursos en la Universidad de Ginebra y en la Universidad de Lausana, (Suiza).
Participó en seminarios de literatura latinoamericana y española en Europa y en los Estados Unidos. Enseñó durante muchos años cultura hispánica en la Université Populaire de Lausanne (Suiza). La producción literaria de escritoras latinoamericanas fue la base de clases dictadas en 1987 en la University of San Diego, California. Helena Araújo publicó obras de ficción (colecciones de relatos, novelas) y numerosos artículos de crítica literaria.
Recibió premios, entre ellos, el Premio Platero 1984 del Club del Libro Español de las Naciones Unidas por su publicación Post-nadaístas colombianas. La municipalidad de Lausanne y la Embajada de Colombia en Suiza ofrecieron un homenaje en el 2005 a Helena Araújo por su obra literaria La Consejería Presidencial de Colombia para la Equidad de la Mujer rindió homenaje a Helena Araújo en 2009 durante el VI Encuentro de Escritoras Colombianas.
El periódico colombiano El Tiempo publicó una corta memoria de Helena Araújo presentada durante el homenaje.

## Muerte
Falleció el 2 de febrero de 2015 a los 81 años de edad en Lausana, Suiza.

## Publicaciones
Colecciones de cuento
- La"M" de las Moscas. Bogotá: Tercer Mundo. 1970. OCLC 1968681.
- Esposa Fugada y Otros Cuentos Viajeros. Medellín: Hombre Nuevo. 2009. ISBN 9588245656. OCLC 456670106.

Crítica literaria
- Signos y Mensajes. Bogotá: Instituto de Cultura de Colombia. 1976. OCLC 2735167.
- La Scherezada Criolla. Bogotá: Universidad Nacional de Colombia. 1989. ISBN 9789581700479. OCLC 20452454.

Novela
- Fiesta en Teusaquillo (novel). Bogotá: Plaza & Janés. 1981. OCLC 8069072.
- Las Cuitas de Carlota (novel). Medellín: Hombre Nuevo. 2007. ISBN 9588245427. OCLC 243824310.
- Adelaida:1848. Bogotá: Universidad Nacional de Colombia. 2021. ISBN 9789587945669.
- Fiesta en Teusaquillo (novel). Bogotá: Universidad de los Andes, Universidad EAFIT, Universidad Nacional de Colombia. 2022. ISBN 9789587982039.

Cuentos en antologías
- — et al. (2003). Ardores y Furores (short story anthology). Bogotá: Planeta. ISBN 9789584205650. OCLC 53047777.

## Colaboraciones
- Manual de literatura colombiana. Bogotá: Planeta y Procultura (colaboración de autores), 1988. ISBN 958-614-263-9, ISBN 978-958-614-263-2.
- Ellas cuentan (antología). Bogotá: Seix Barral, 1999. ISBN 958-614-687-1.

## Publicaciones en revistas literarias
- Revista Universidad de Antioquia[11]
- Quimera - Revista de Literatura[12]
- Hispamérica - Revista de Literatura[13]
- Revista Anthropos[14]
- Literatura: Teoría, Historia y Crítica[15]
- Barcarola: Revista de Creación Literaria[16]
- Lingüística y Literatura[17]
- Aurora Boreal[18]

## Traducciones
Inglés
- Asthmatic: Short Stories by Latin American Women. The Magic And The Real. Nueva York: Modern Library Publisher, 2003.[19]

Francés
- La Cure, en Colombie à Choeur Ouvert. París: Editions F. Majault, 1991.
- «La blessure», en la revista Vericuentos (revue littéraire), n.º 5. París, 1992.
- «La poésie de Mario Camelo», en Feuxcroisés (revue littéraire), n.º 4. Ginebra, 2002

Alemán
- Der offene Brief (Torturada). Viena (Austria): Wiener Frauenverlag, 1993.
- Catoctin, Kusse und Eilige Rosen. Zúrich (Suiza): Limmat-Verlag, 1998.

Italiano
- «Catoctin», en revista Nuova Prosa n.º 56/57. Bérgamo (Italia): Universidad de Bérgamo, 2011.